# 希爾頓中心

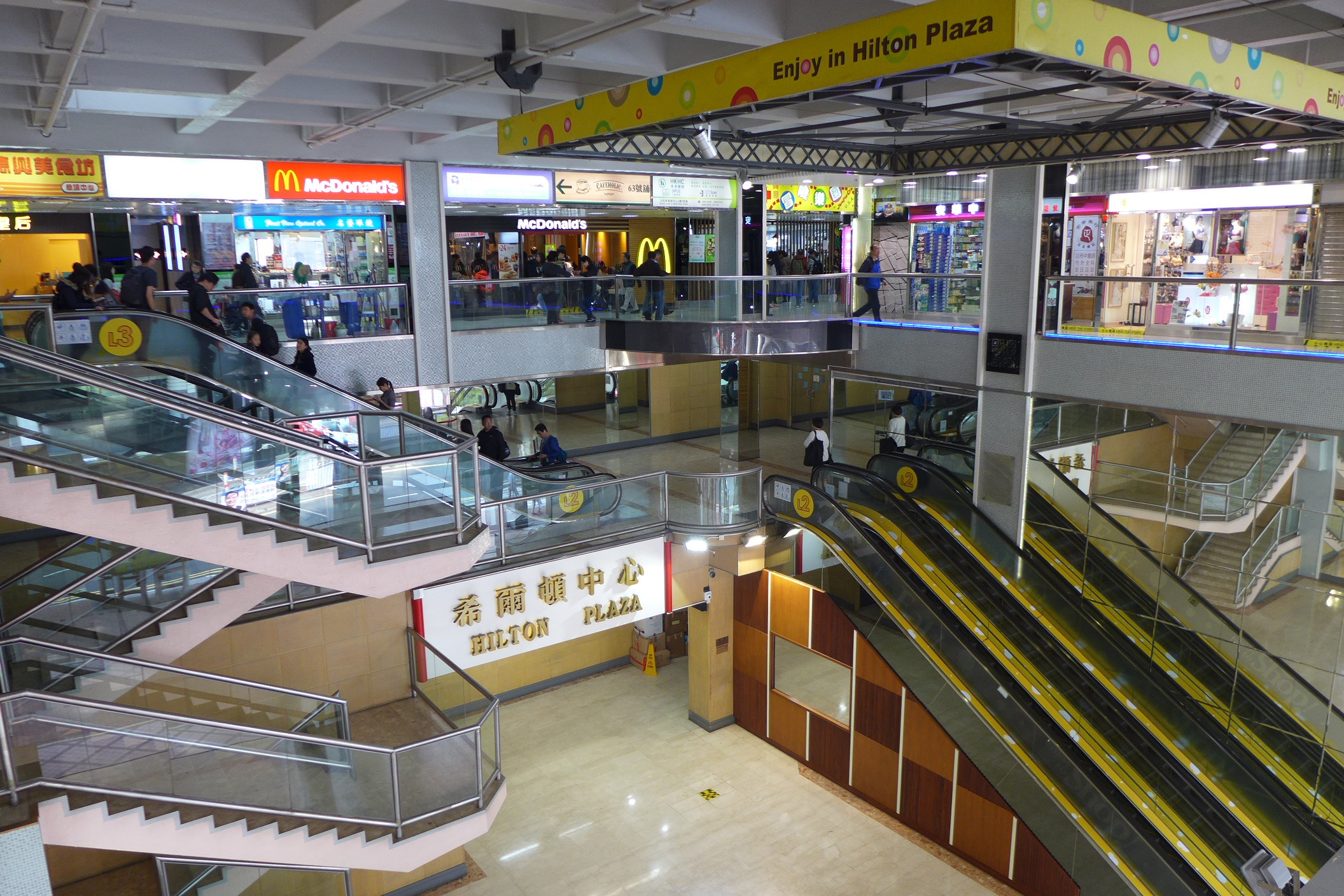
希爾頓中心商場中庭

希爾頓中心（英語：Hilton Plaza）是位於香港新界沙田市中心的一個私人住宅屋苑及商場，地址為沙田正街3-9號，於1985年落成，發展商為華懋集團。

## 住宅
希爾頓中心共設4座住宅大樓，樓高29層，設928個住宅單位。平台設行人天橋可連接新城市廣場第三期、蔚景園及偉華中心。平台提供了基本設施，包括兒童遊樂場（已拆）、水池（棄用）、羽毛球場及涼亭。平台曾設地利亞好時光幼稚園，唯已空置多年。2017年改為Wide Eye Learning Centre。

## 商場
希爾頓中心商場共分為三層，總出租面積達98,079平方呎，於1990年代中及2007年進行翻新。地下以街舖為主，二樓大部份範圍為停車場，部份範圍劃作商店，包括實惠及小型旅行社。三樓設多類型商店，主要租戶包括商務印書館、屈臣氏、奇趣天地、Panashop電器店、7-11便利店、美國冒險樂園、大班麵包西餅、藥房及美容店等。食肆包括西餐廳cafeholic、德興美食坊、麥當勞、Delifrance及明將迴轉壽司餐廳。三樓早年亦設希爾頓戲院，2006年結業。同層設行人天橋可連接新城市廣場第三期、蔚景園、偉華中心及沙田公園。
2020年3月，香港最後一間「明將壽司」結業，現在是日本城。到同年10月8日，因新城市廣場第三期翻新工程，開業達三年的商務印書館臨時店結業。現在是Living Plaza by AEON.

## 知名住客
- 陳云根：香港復興會創辦人，香港城邦派人士。[2]